# أبو عاتكة البصري
أبو عاتكة طريف بن سلمان البصري من صغار التابعين، مُحدث منكر الحديث يروي عن أنس بن مالك. لم يرو له أحد من أصحاب السنن إلا الترمذي.

## روايته للحديث
- روى عن: أنس بن مالك، ومنذر بن مالك بن قطعة، ومكحول الهذلي، وصدقة الدمشقي وهو ضعيف.
- روى عنه: الحسن بن عطية القرشي، والحسن بن عمر الجرمي، وحماد بن خالد الخياط، وشبابة بن سوار الفزاري، وشريك القاضي، وقيس بن الربيع الأسدي، وغسان بن عبيد الأزدي وهو ضعيف، وسلام بن سوار الثقفي وهو ضعيف أيضًا، ورى عنه مجاهيل.
- منزلته في الجرح والتعديل: قال أبو حاتم الرازي: «ذاهب الحديث.» وقال البخاري: منكر الحديث، وقال النسائي: ليس بثقة، وقال الدارقطني: ضعيف.[2]

## انظر أيضًأ
- عبد الله بن مكنف
- زربي أبو يحيى المؤذن
- عمر بن شاكر البصري
- حنظلة السدوسي
- سلم العلوي البصري
- سلمة بن وردان
- يوسف بن إبراهيم أبو شيبة الجوهري
- الحارث بن النعمان الليثي
- يزيد بن أبان الرقاشي
- عبيدة بن معتب الضبي